# Reino de Jarim

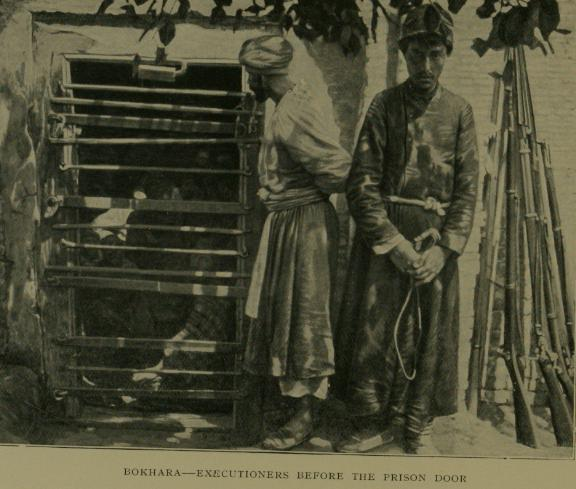
Carrasco diante da porta da prisão.

O Reino de Jarim foi um reino do início da Idade Média no centro do Nordeste da África. De acordo com Iacubi, é uma das seis entidades políticas dos bejas na região durante o o século IX. O território do reino era localizado entre Assuã e Maçuá. Cidades do território do Reino de Jarim incluíam Suaquém e Aidabe, porém eram independentes na política e também estavam sob a proteção do Egito.